# Erythroplatys rugosus
Erythroplatys rugosus là một loài bọ cánh cứng trong họ Cerambycidae.